# ブラックプール・トラム
ブラックプール・トラム（英語: Blackpool Tramway）は、イングランド北西部のブラックプールで運行される路面電車である。ブラックプール市内のスターゲイト駅から北に位置するフリートウッド・フェリー駅の間を運行している。

## 概要
1885年9月29日の開業以来、現在に至るまで継続的に運行されており、第二次世界大戦以前に製造された2階建ての車両が現在も使用され続けている。イギリスの路面電車で最も運行の歴史が長く、グラスゴー市電が廃止された1962年からマンチェスター・メトロリンクが開業した1992年までの30年間、イギリスで唯一の路面電車だった。
2011年から2012年にかけて、一時運行を中止して停留場の改廃や架線電圧の昇圧を含む大幅な近代化改修事業を行い、新たにボンバルディア製低床車が投入された。総延長17.7 km (11.0 mi)、38の駅で構成される。
開業当時は暗渠集電方式を採用したが、海岸沿いという立地から飛砂や塩水による問題を解決できなかったため、まもなく通常の架線方式に改修され、電車も改造された。最盛時は街の各所に支線が走っていたが1960年代以降路線網は縮小され、現在では1路線だけが残っている。

## 車両
車両はボンバルディア・トランスポーテーション製のフレキシティ2(A形、18両)とイングリッシュ・エレクトリック製のバルーン(B形、9両)が運行される。通常の運行はフレキシティ2に統一されているが、事故や故障が起きたときにはバルーンが投入される。
運行間隔は昼間は10分、夜間は15分おきに1本。基本的には全線を走破し、時刻表上の所要時間は58分である。夜間には途中駅で折り返すものが何本かある。乗客が多い場合は随時増発が行われることもある。
他に開業当時の車両を含む多数の保存車両を保有しており、土日および長期休暇の時期を中心に、動態保存の旧型車両がプレジャービーチ～ノースピア間で折り返し運転を行う(ノースピアより先のキャビンやビシャムで折り返す場合や、全線を走破する特別運転を行う場合もある)。こちらは前もってダイヤや車両が発表される。

## 運賃
運賃は乗車距離によって3段階に分かれており、初乗りが1.8ポンド、以降2.3ポンド、2.8ポンドとなる。5歳から15歳までの子供は全線1.2ポンド均一である。またトラム単独あるいはバスとの共通乗り放題切符があり、有効期限は24時間、3日間、7日間、1か月間の種類がある。家族割引やグループ割引もあり、割引が適用される条件は公式ページに記載されている。
切符は基本的には乗車したときに乗務員から購入するほか、各社の対応スマートフォンで事前購入し画面にチケットを表示して乗車することもできる。ただし割引運賃が適用される子供の場合は事前に営業所で申告が必要である。

## 延伸計画
タルボット・スクエアからタルボット・ロードを通りノーザン・レールのブラックプール支線ブラックプール北駅まで乗り入れる支線が現在建設中で、2022年の運行開始を予定している。そのほか、かつてスターゲイトで接続していたリザム・セント・アンズのトラムを復活させる計画やポールトン・ル＝フィルドへの支線建設計画があるが、いずれも現在資金面のめどが立っていない。

## ギャラリー

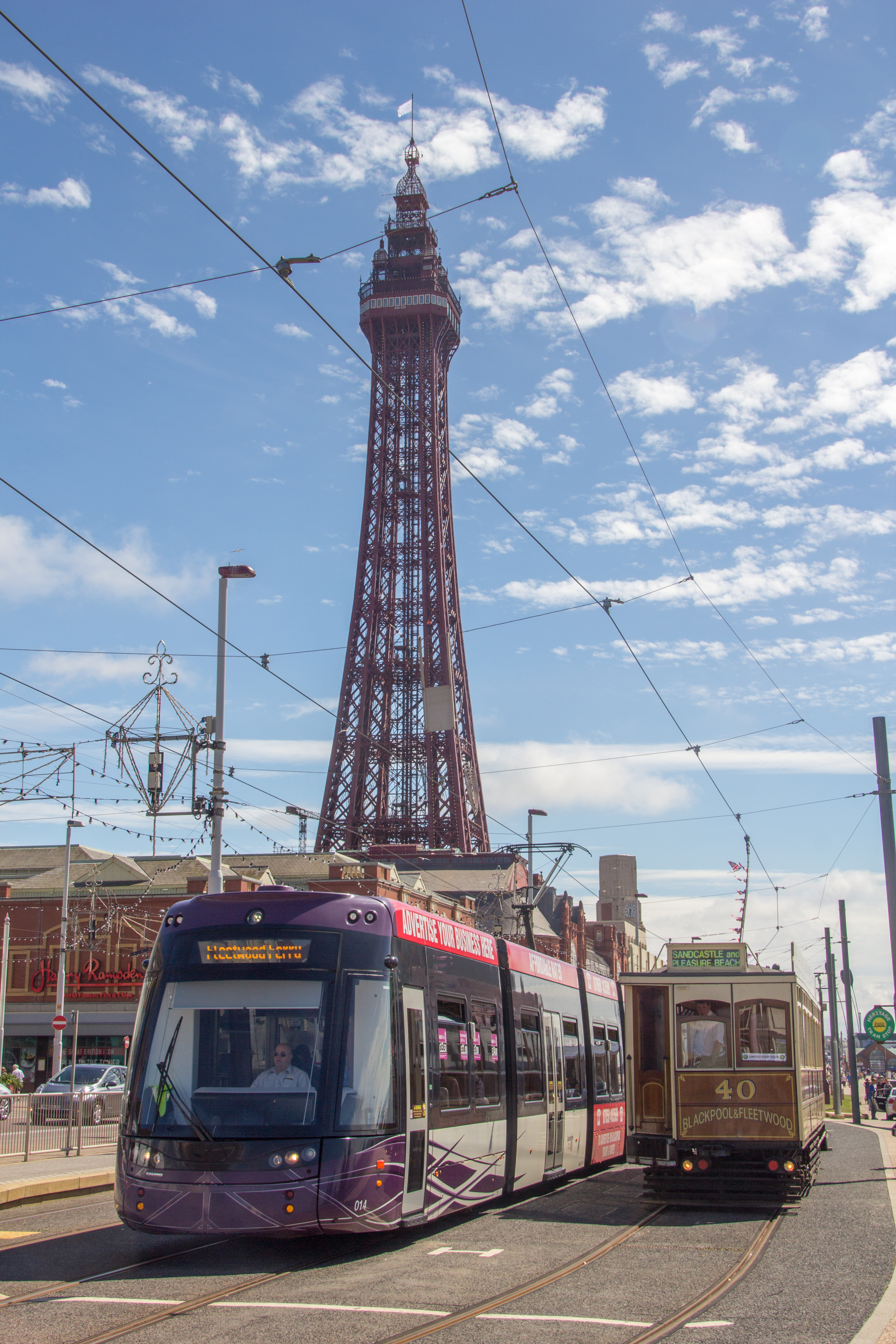
ブラックプールタワーと新型路面電車
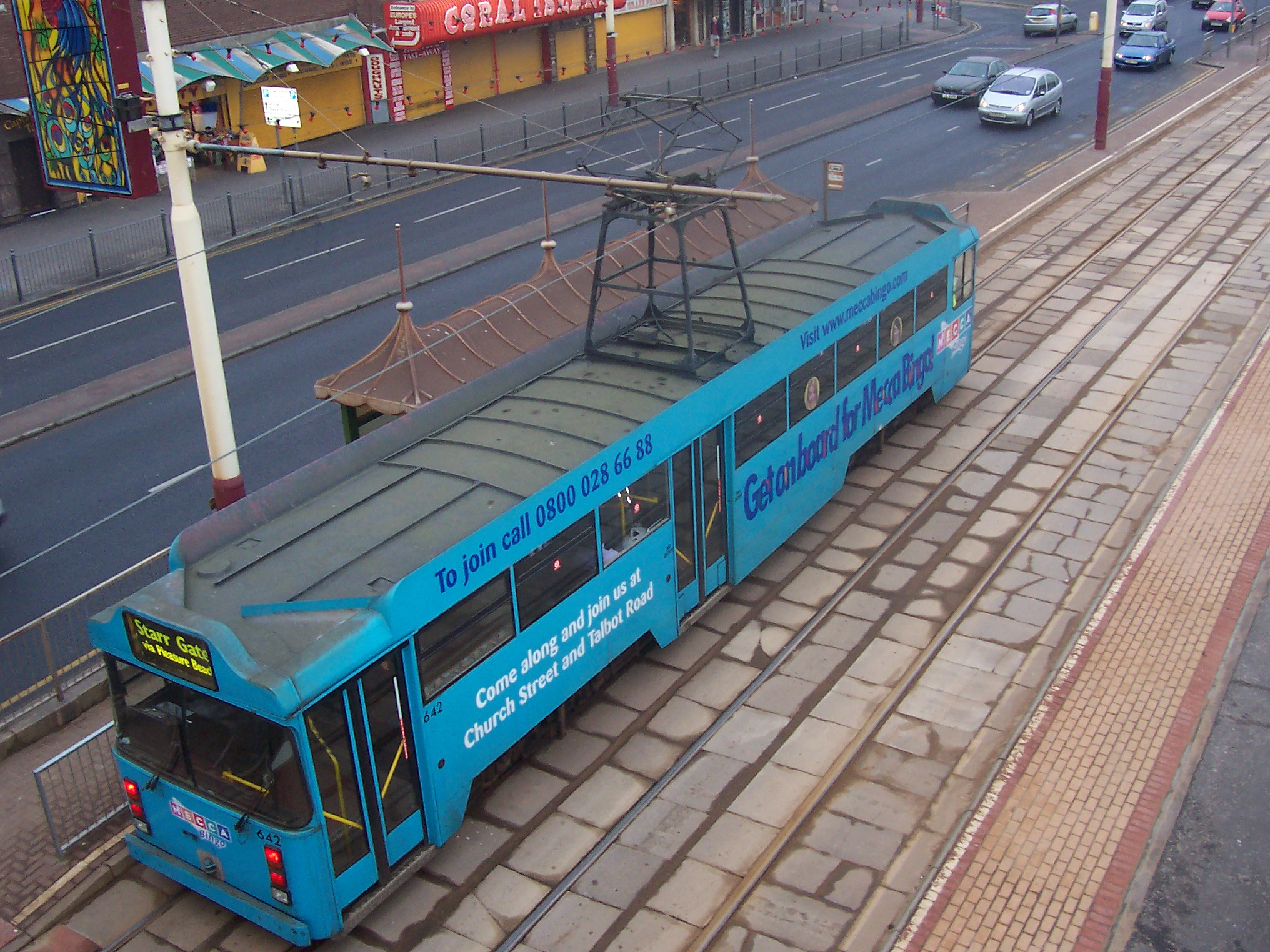
センチュリー級路面電車
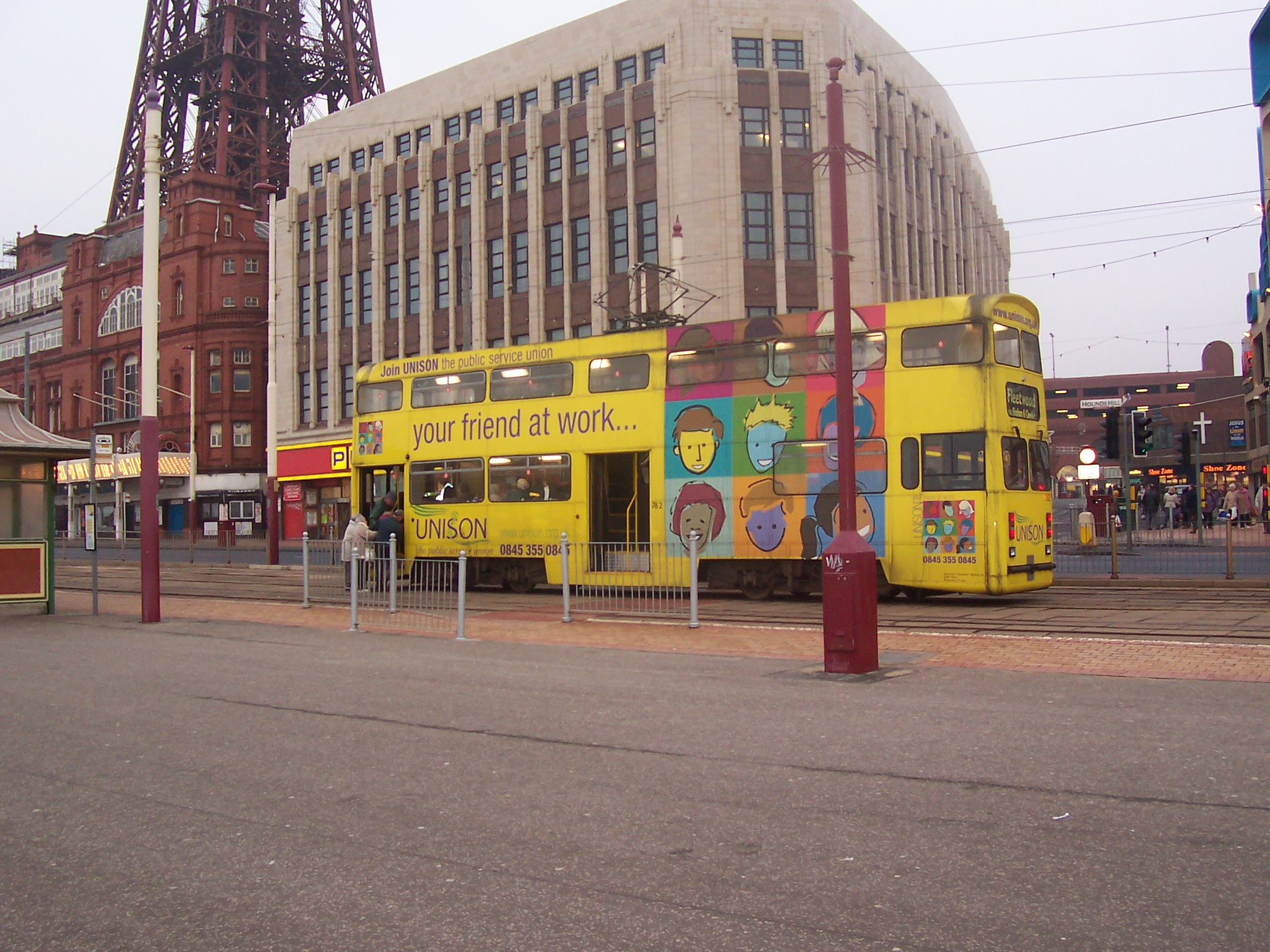
ジュビリー級路面電車
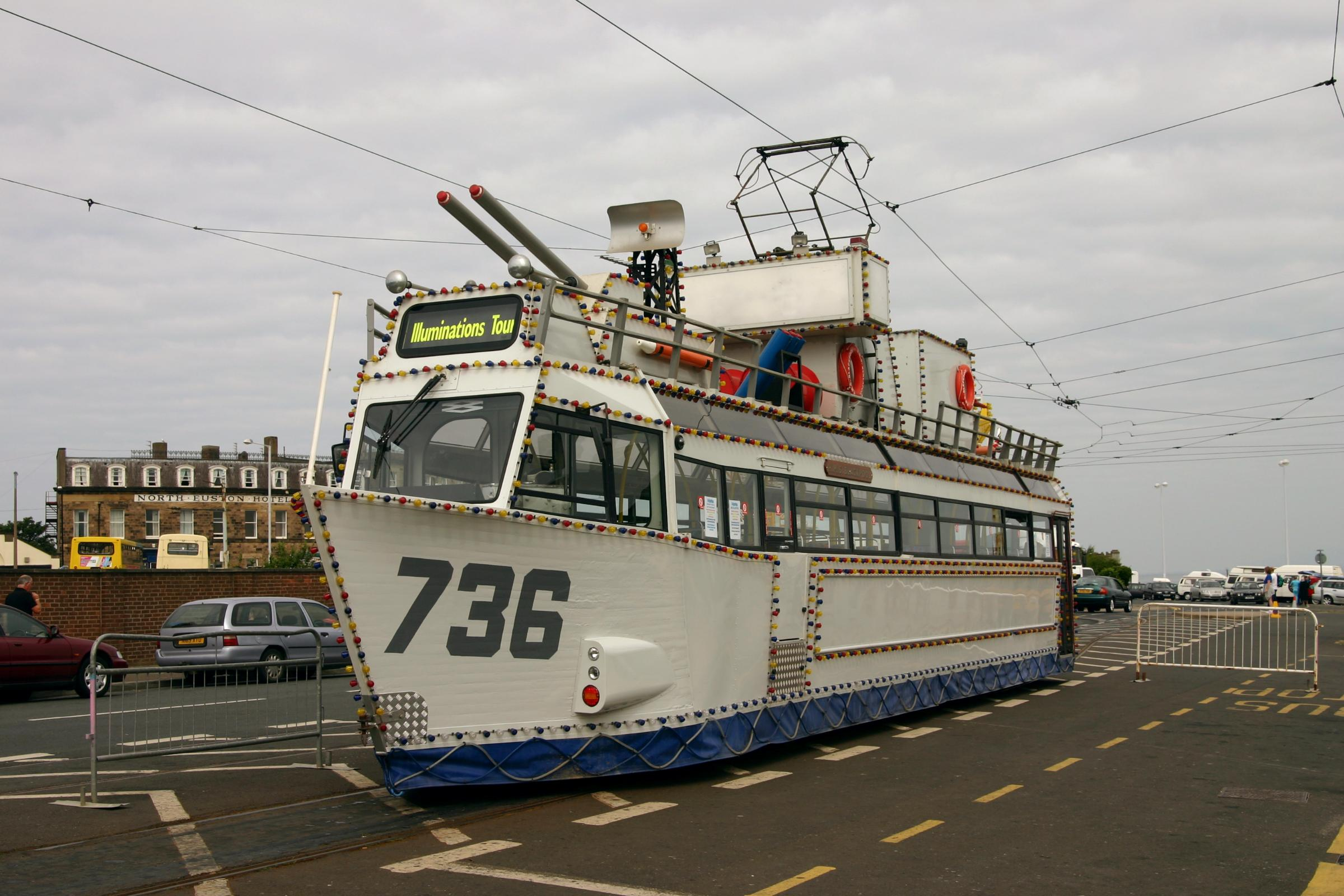
"HMS Blackpool"の装飾を施した路面電車
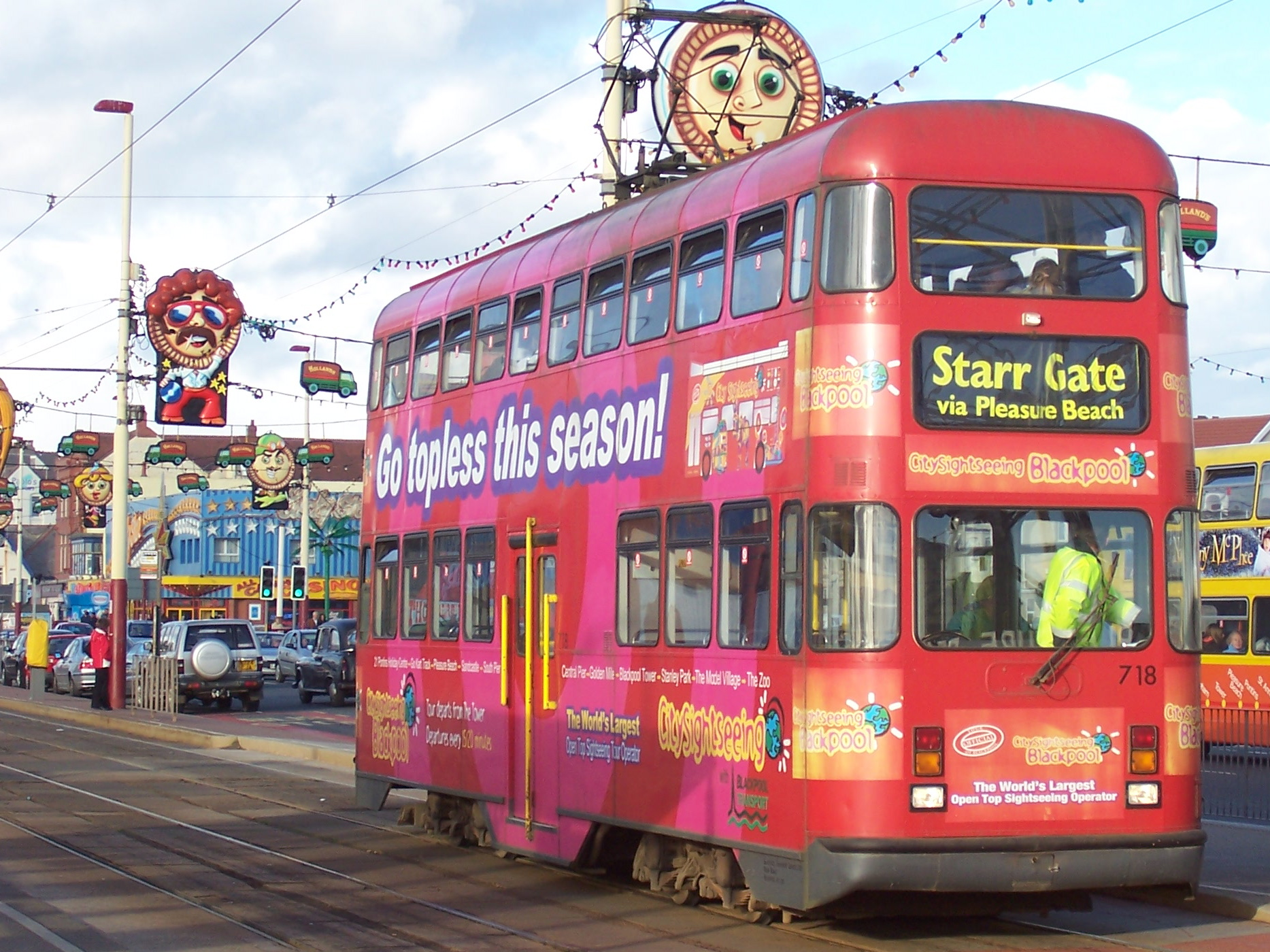
二階建て車両
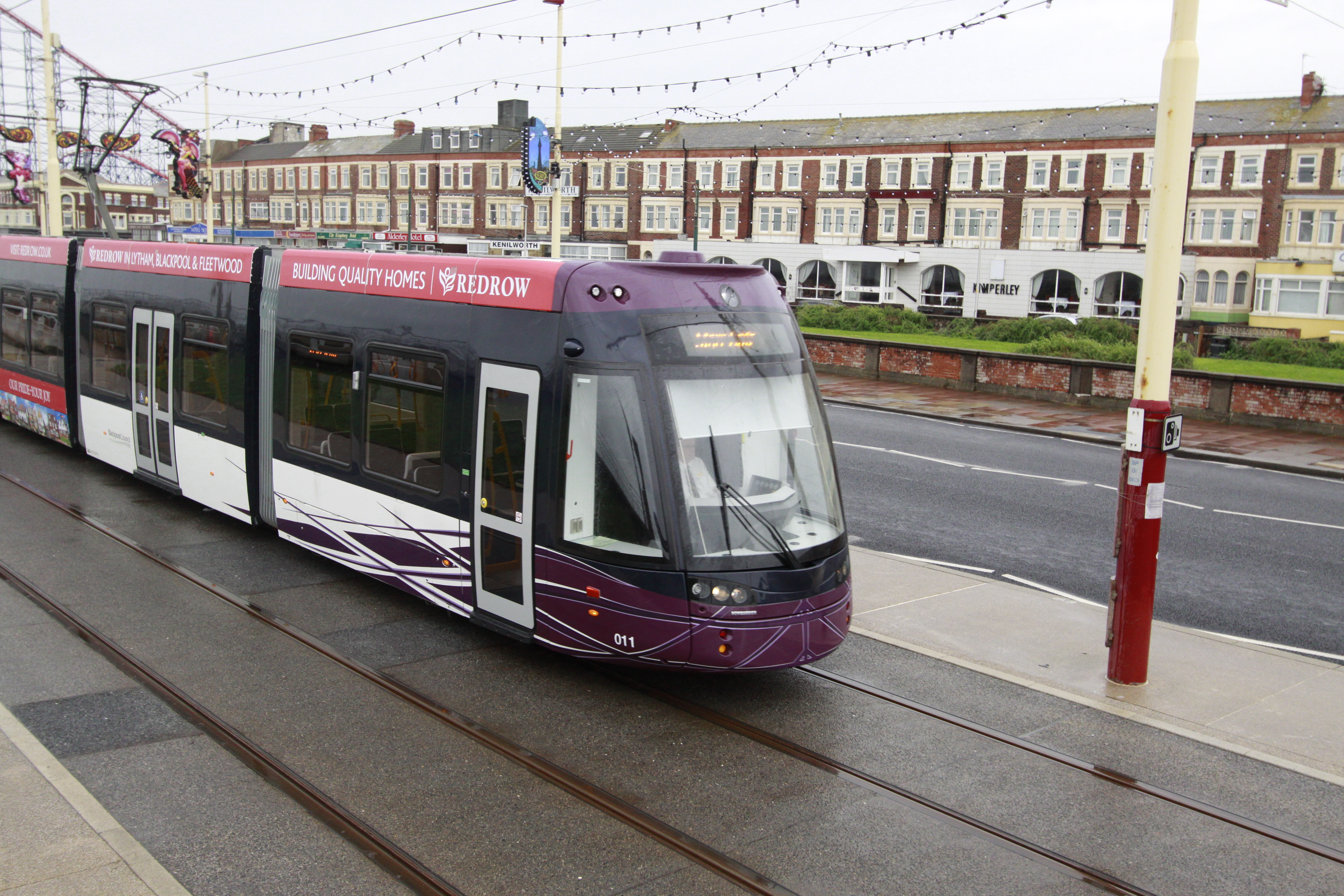
新型の低床車

## 文献
- ファンタスティックトラム: イギリス・ブラックプールの路面電車 後藤文男 交友社 2016年 ISBN 9784773100075